# Liste der Kulturdenkmale in Berlin-Biesdorf

Lage von Biesdorf in Berlin

In der Liste der Kulturdenkmale von Biesdorf sind die Kulturdenkmale des Berliner Ortsteils Biesdorf im Bezirk Marzahn-Hellersdorf aufgeführt.

## Denkmalbereiche (Ensembles)
| Nr.      | Lage | Offizielle Bezeichnung | Beschreibung                                                                                                   | Bild                                |
| -------- | --- | --- | --- | ----------------------------------- |
| 09080002 | Alt-Biesdorf 6, 8, 18, 22–27B, 29, 30, 54, 55, 56, 58–69, 71A, 73, 75 Beethovenstraße Giesla-Reissenberger-Platz 1–9 Grabensprung 1–4 Heino-Schmieden-Weg 3–12 Lötschbergstraße 1, 8 Oberfeldstraße 1, 212A, 213 (Lage) | Ortskern Biesdorf, Gemeinde- und Gutsbezirk, Dorfanger mit Kirche, Schul- und Küsterhaus, ehem. Kirchhof mit Kriegerdenkmal und Schloss mit Schlosspark Gesamtanlage siehe: Alt-Biesdorf 22 Baudenkmale siehe: Alt-Biesdorf 26, 29, 55, 59, 60, 63, 71A, Dorfkirche Lötschbergstraße 1 Oberfeldstraße 212 Gartendenkmal siehe: Alt-Biesdorf 55 | Weitere Bestandteile des Ensembles:                                                                            | Weitere Bestandteile des Ensembles: |
| 09080002 | Alt-Biesdorf 6, 8, 18, 22–27B, 29, 30, 54, 55, 56, 58–69, 71A, 73, 75 Beethovenstraße Giesla-Reissenberger-Platz 1–9 Grabensprung 1–4 Heino-Schmieden-Weg 3–12 Lötschbergstraße 1, 8 Oberfeldstraße 1, 212A, 213 (Lage) | Ortskern Biesdorf, Gemeinde- und Gutsbezirk, Dorfanger mit Kirche, Schul- und Küsterhaus, ehem. Kirchhof mit Kriegerdenkmal und Schloss mit Schlosspark Gesamtanlage siehe: Alt-Biesdorf 22 Baudenkmale siehe: Alt-Biesdorf 26, 29, 55, 59, 60, 63, 71A, Dorfkirche Lötschbergstraße 1 Oberfeldstraße 212 Gartendenkmal siehe: Alt-Biesdorf 55 | 09080003 – Alt-Biesdorf 6 / Lötschbergstraße 8, Dorfkrug, 1840                                                 |                                     |
| 09080002 | Alt-Biesdorf 6, 8, 18, 22–27B, 29, 30, 54, 55, 56, 58–69, 71A, 73, 75 Beethovenstraße Giesla-Reissenberger-Platz 1–9 Grabensprung 1–4 Heino-Schmieden-Weg 3–12 Lötschbergstraße 1, 8 Oberfeldstraße 1, 212A, 213 (Lage) | Ortskern Biesdorf, Gemeinde- und Gutsbezirk, Dorfanger mit Kirche, Schul- und Küsterhaus, ehem. Kirchhof mit Kriegerdenkmal und Schloss mit Schlosspark Gesamtanlage siehe: Alt-Biesdorf 22 Baudenkmale siehe: Alt-Biesdorf 26, 29, 55, 59, 60, 63, 71A, Dorfkirche Lötschbergstraße 1 Oberfeldstraße 212 Gartendenkmal siehe: Alt-Biesdorf 55 | 09080475 – Alt-Biesdorf 8, Hofgebäude, um 1890, Stall und Remise                                               |                                     |
| 09080002 | Alt-Biesdorf 6, 8, 18, 22–27B, 29, 30, 54, 55, 56, 58–69, 71A, 73, 75 Beethovenstraße Giesla-Reissenberger-Platz 1–9 Grabensprung 1–4 Heino-Schmieden-Weg 3–12 Lötschbergstraße 1, 8 Oberfeldstraße 1, 212A, 213 (Lage) | Ortskern Biesdorf, Gemeinde- und Gutsbezirk, Dorfanger mit Kirche, Schul- und Küsterhaus, ehem. Kirchhof mit Kriegerdenkmal und Schloss mit Schlosspark Gesamtanlage siehe: Alt-Biesdorf 22 Baudenkmale siehe: Alt-Biesdorf 26, 29, 55, 59, 60, 63, 71A, Dorfkirche Lötschbergstraße 1 Oberfeldstraße 212 Gartendenkmal siehe: Alt-Biesdorf 55 | 09080012 – Alt-Biesdorf 23, Bauernhaus, um 1880                                                                | Alt-Biesdorf 23                     |
| 09080002 | Alt-Biesdorf 6, 8, 18, 22–27B, 29, 30, 54, 55, 56, 58–69, 71A, 73, 75 Beethovenstraße Giesla-Reissenberger-Platz 1–9 Grabensprung 1–4 Heino-Schmieden-Weg 3–12 Lötschbergstraße 1, 8 Oberfeldstraße 1, 212A, 213 (Lage) | Ortskern Biesdorf, Gemeinde- und Gutsbezirk, Dorfanger mit Kirche, Schul- und Küsterhaus, ehem. Kirchhof mit Kriegerdenkmal und Schloss mit Schlosspark Gesamtanlage siehe: Alt-Biesdorf 22 Baudenkmale siehe: Alt-Biesdorf 26, 29, 55, 59, 60, 63, 71A, Dorfkirche Lötschbergstraße 1 Oberfeldstraße 212 Gartendenkmal siehe: Alt-Biesdorf 55 | 09080013 – Alt-Biesdorf 24–25, Landarbeiterhaus, um 1840, Wiederaufbau, um 1985                                | Alt-Biesdorf 24                     |
| 09080002 | Alt-Biesdorf 6, 8, 18, 22–27B, 29, 30, 54, 55, 56, 58–69, 71A, 73, 75 Beethovenstraße Giesla-Reissenberger-Platz 1–9 Grabensprung 1–4 Heino-Schmieden-Weg 3–12 Lötschbergstraße 1, 8 Oberfeldstraße 1, 212A, 213 (Lage) | Ortskern Biesdorf, Gemeinde- und Gutsbezirk, Dorfanger mit Kirche, Schul- und Küsterhaus, ehem. Kirchhof mit Kriegerdenkmal und Schloss mit Schlosspark Gesamtanlage siehe: Alt-Biesdorf 22 Baudenkmale siehe: Alt-Biesdorf 26, 29, 55, 59, 60, 63, 71A, Dorfkirche Lötschbergstraße 1 Oberfeldstraße 212 Gartendenkmal siehe: Alt-Biesdorf 55 | 09080476 – Alt-Biesdorf 26B, 27, zwei Wohnhäuser, um 1860                                                      |                                     |
| 09080002 | Alt-Biesdorf 6, 8, 18, 22–27B, 29, 30, 54, 55, 56, 58–69, 71A, 73, 75 Beethovenstraße Giesla-Reissenberger-Platz 1–9 Grabensprung 1–4 Heino-Schmieden-Weg 3–12 Lötschbergstraße 1, 8 Oberfeldstraße 1, 212A, 213 (Lage) | Ortskern Biesdorf, Gemeinde- und Gutsbezirk, Dorfanger mit Kirche, Schul- und Küsterhaus, ehem. Kirchhof mit Kriegerdenkmal und Schloss mit Schlosspark Gesamtanlage siehe: Alt-Biesdorf 22 Baudenkmale siehe: Alt-Biesdorf 26, 29, 55, 59, 60, 63, 71A, Dorfkirche Lötschbergstraße 1 Oberfeldstraße 212 Gartendenkmal siehe: Alt-Biesdorf 55 | 09080016 – Alt-Biesdorf 30, Gesellschaftshaus „G. Heine“, um 1905                                              |                                     |
| 09080002 | Alt-Biesdorf 6, 8, 18, 22–27B, 29, 30, 54, 55, 56, 58–69, 71A, 73, 75 Beethovenstraße Giesla-Reissenberger-Platz 1–9 Grabensprung 1–4 Heino-Schmieden-Weg 3–12 Lötschbergstraße 1, 8 Oberfeldstraße 1, 212A, 213 (Lage) | Ortskern Biesdorf, Gemeinde- und Gutsbezirk, Dorfanger mit Kirche, Schul- und Küsterhaus, ehem. Kirchhof mit Kriegerdenkmal und Schloss mit Schlosspark Gesamtanlage siehe: Alt-Biesdorf 22 Baudenkmale siehe: Alt-Biesdorf 26, 29, 55, 59, 60, 63, 71A, Dorfkirche Lötschbergstraße 1 Oberfeldstraße 212 Gartendenkmal siehe: Alt-Biesdorf 55 | 09080017 – Alt-Biesdorf 54, Rittmeisterhaus, 1868–1871                                                         |                                     |
| 09080002 | Alt-Biesdorf 6, 8, 18, 22–27B, 29, 30, 54, 55, 56, 58–69, 71A, 73, 75 Beethovenstraße Giesla-Reissenberger-Platz 1–9 Grabensprung 1–4 Heino-Schmieden-Weg 3–12 Lötschbergstraße 1, 8 Oberfeldstraße 1, 212A, 213 (Lage) | Ortskern Biesdorf, Gemeinde- und Gutsbezirk, Dorfanger mit Kirche, Schul- und Küsterhaus, ehem. Kirchhof mit Kriegerdenkmal und Schloss mit Schlosspark Gesamtanlage siehe: Alt-Biesdorf 22 Baudenkmale siehe: Alt-Biesdorf 26, 29, 55, 59, 60, 63, 71A, Dorfkirche Lötschbergstraße 1 Oberfeldstraße 212 Gartendenkmal siehe: Alt-Biesdorf 55 | 09080020 – Alt-Biesdorf 58, Obergärtnerhaus, um 1901 von Bopp                                                  |                                     |
| 09080002 | Alt-Biesdorf 6, 8, 18, 22–27B, 29, 30, 54, 55, 56, 58–69, 71A, 73, 75 Beethovenstraße Giesla-Reissenberger-Platz 1–9 Grabensprung 1–4 Heino-Schmieden-Weg 3–12 Lötschbergstraße 1, 8 Oberfeldstraße 1, 212A, 213 (Lage) | Ortskern Biesdorf, Gemeinde- und Gutsbezirk, Dorfanger mit Kirche, Schul- und Küsterhaus, ehem. Kirchhof mit Kriegerdenkmal und Schloss mit Schlosspark Gesamtanlage siehe: Alt-Biesdorf 22 Baudenkmale siehe: Alt-Biesdorf 26, 29, 55, 59, 60, 63, 71A, Dorfkirche Lötschbergstraße 1 Oberfeldstraße 212 Gartendenkmal siehe: Alt-Biesdorf 55 | 09080477 – Alt-Biesdorf 59A, ehem. Stallgebäude und Wirtschaftsgebäude, um 1870                                |                                     |
| 09080002 | Alt-Biesdorf 6, 8, 18, 22–27B, 29, 30, 54, 55, 56, 58–69, 71A, 73, 75 Beethovenstraße Giesla-Reissenberger-Platz 1–9 Grabensprung 1–4 Heino-Schmieden-Weg 3–12 Lötschbergstraße 1, 8 Oberfeldstraße 1, 212A, 213 (Lage) | Ortskern Biesdorf, Gemeinde- und Gutsbezirk, Dorfanger mit Kirche, Schul- und Küsterhaus, ehem. Kirchhof mit Kriegerdenkmal und Schloss mit Schlosspark Gesamtanlage siehe: Alt-Biesdorf 22 Baudenkmale siehe: Alt-Biesdorf 26, 29, 55, 59, 60, 63, 71A, Dorfkirche Lötschbergstraße 1 Oberfeldstraße 212 Gartendenkmal siehe: Alt-Biesdorf 55 | 09080640 – Alt-Biesdorf 61, Wohnhaus, um 1900                                                                  |                                     |
| 09080002 | Alt-Biesdorf 6, 8, 18, 22–27B, 29, 30, 54, 55, 56, 58–69, 71A, 73, 75 Beethovenstraße Giesla-Reissenberger-Platz 1–9 Grabensprung 1–4 Heino-Schmieden-Weg 3–12 Lötschbergstraße 1, 8 Oberfeldstraße 1, 212A, 213 (Lage) | Ortskern Biesdorf, Gemeinde- und Gutsbezirk, Dorfanger mit Kirche, Schul- und Küsterhaus, ehem. Kirchhof mit Kriegerdenkmal und Schloss mit Schlosspark Gesamtanlage siehe: Alt-Biesdorf 22 Baudenkmale siehe: Alt-Biesdorf 26, 29, 55, 59, 60, 63, 71A, Dorfkirche Lötschbergstraße 1 Oberfeldstraße 212 Gartendenkmal siehe: Alt-Biesdorf 55 | 09080025 – Alt-Biesdorf 62 / Oberfeldstraße 213, Wohn- und Geschäftshaus, um 1910                              |                                     |
| 09080002 | Alt-Biesdorf 6, 8, 18, 22–27B, 29, 30, 54, 55, 56, 58–69, 71A, 73, 75 Beethovenstraße Giesla-Reissenberger-Platz 1–9 Grabensprung 1–4 Heino-Schmieden-Weg 3–12 Lötschbergstraße 1, 8 Oberfeldstraße 1, 212A, 213 (Lage) | Ortskern Biesdorf, Gemeinde- und Gutsbezirk, Dorfanger mit Kirche, Schul- und Küsterhaus, ehem. Kirchhof mit Kriegerdenkmal und Schloss mit Schlosspark Gesamtanlage siehe: Alt-Biesdorf 22 Baudenkmale siehe: Alt-Biesdorf 26, 29, 55, 59, 60, 63, 71A, Dorfkirche Lötschbergstraße 1 Oberfeldstraße 212 Gartendenkmal siehe: Alt-Biesdorf 55 | 09080478 – Alt-Biesdorf 64 / Oberfeldstraße 1, ehem. Gasthof, von August Gensler                               |                                     |
| 09080002 | Alt-Biesdorf 6, 8, 18, 22–27B, 29, 30, 54, 55, 56, 58–69, 71A, 73, 75 Beethovenstraße Giesla-Reissenberger-Platz 1–9 Grabensprung 1–4 Heino-Schmieden-Weg 3–12 Lötschbergstraße 1, 8 Oberfeldstraße 1, 212A, 213 (Lage) | Ortskern Biesdorf, Gemeinde- und Gutsbezirk, Dorfanger mit Kirche, Schul- und Küsterhaus, ehem. Kirchhof mit Kriegerdenkmal und Schloss mit Schlosspark Gesamtanlage siehe: Alt-Biesdorf 22 Baudenkmale siehe: Alt-Biesdorf 26, 29, 55, 59, 60, 63, 71A, Dorfkirche Lötschbergstraße 1 Oberfeldstraße 212 Gartendenkmal siehe: Alt-Biesdorf 55 | Paradiesgarten                                                                                                 |                                     |
| 09080002 | Alt-Biesdorf 6, 8, 18, 22–27B, 29, 30, 54, 55, 56, 58–69, 71A, 73, 75 Beethovenstraße Giesla-Reissenberger-Platz 1–9 Grabensprung 1–4 Heino-Schmieden-Weg 3–12 Lötschbergstraße 1, 8 Oberfeldstraße 1, 212A, 213 (Lage) | Ortskern Biesdorf, Gemeinde- und Gutsbezirk, Dorfanger mit Kirche, Schul- und Küsterhaus, ehem. Kirchhof mit Kriegerdenkmal und Schloss mit Schlosspark Gesamtanlage siehe: Alt-Biesdorf 22 Baudenkmale siehe: Alt-Biesdorf 26, 29, 55, 59, 60, 63, 71A, Dorfkirche Lötschbergstraße 1 Oberfeldstraße 212 Gartendenkmal siehe: Alt-Biesdorf 55 | 09080479 – Alt-Biesdorf 64A, Remise und Scheune mit Einfriedung (ehem. Wirtschaftsgebäude von Alt-Biesdorf 64) |                                     |
| 09080002 | Alt-Biesdorf 6, 8, 18, 22–27B, 29, 30, 54, 55, 56, 58–69, 71A, 73, 75 Beethovenstraße Giesla-Reissenberger-Platz 1–9 Grabensprung 1–4 Heino-Schmieden-Weg 3–12 Lötschbergstraße 1, 8 Oberfeldstraße 1, 212A, 213 (Lage) | Ortskern Biesdorf, Gemeinde- und Gutsbezirk, Dorfanger mit Kirche, Schul- und Küsterhaus, ehem. Kirchhof mit Kriegerdenkmal und Schloss mit Schlosspark Gesamtanlage siehe: Alt-Biesdorf 22 Baudenkmale siehe: Alt-Biesdorf 26, 29, 55, 59, 60, 63, 71A, Dorfkirche Lötschbergstraße 1 Oberfeldstraße 212 Gartendenkmal siehe: Alt-Biesdorf 55 | 09080480 – Alt-Biesdorf 65, Wohnhaus, um 1870, 1890                                                            |                                     |
| 09080002 | Alt-Biesdorf 6, 8, 18, 22–27B, 29, 30, 54, 55, 56, 58–69, 71A, 73, 75 Beethovenstraße Giesla-Reissenberger-Platz 1–9 Grabensprung 1–4 Heino-Schmieden-Weg 3–12 Lötschbergstraße 1, 8 Oberfeldstraße 1, 212A, 213 (Lage) | Ortskern Biesdorf, Gemeinde- und Gutsbezirk, Dorfanger mit Kirche, Schul- und Küsterhaus, ehem. Kirchhof mit Kriegerdenkmal und Schloss mit Schlosspark Gesamtanlage siehe: Alt-Biesdorf 22 Baudenkmale siehe: Alt-Biesdorf 26, 29, 55, 59, 60, 63, 71A, Dorfkirche Lötschbergstraße 1 Oberfeldstraße 212 Gartendenkmal siehe: Alt-Biesdorf 55 | 09080027 – Alt-Biesdorf 66, Scheune, um 1890                                                                   |                                     |
| 09080002 | Alt-Biesdorf 6, 8, 18, 22–27B, 29, 30, 54, 55, 56, 58–69, 71A, 73, 75 Beethovenstraße Giesla-Reissenberger-Platz 1–9 Grabensprung 1–4 Heino-Schmieden-Weg 3–12 Lötschbergstraße 1, 8 Oberfeldstraße 1, 212A, 213 (Lage) | Ortskern Biesdorf, Gemeinde- und Gutsbezirk, Dorfanger mit Kirche, Schul- und Küsterhaus, ehem. Kirchhof mit Kriegerdenkmal und Schloss mit Schlosspark Gesamtanlage siehe: Alt-Biesdorf 22 Baudenkmale siehe: Alt-Biesdorf 26, 29, 55, 59, 60, 63, 71A, Dorfkirche Lötschbergstraße 1 Oberfeldstraße 212 Gartendenkmal siehe: Alt-Biesdorf 55 | 09080481 – Alt-Biesdorf 68, Wohnhaus, um 1910                                                                  |                                     |
| 09080002 | Alt-Biesdorf 6, 8, 18, 22–27B, 29, 30, 54, 55, 56, 58–69, 71A, 73, 75 Beethovenstraße Giesla-Reissenberger-Platz 1–9 Grabensprung 1–4 Heino-Schmieden-Weg 3–12 Lötschbergstraße 1, 8 Oberfeldstraße 1, 212A, 213 (Lage) | Ortskern Biesdorf, Gemeinde- und Gutsbezirk, Dorfanger mit Kirche, Schul- und Küsterhaus, ehem. Kirchhof mit Kriegerdenkmal und Schloss mit Schlosspark Gesamtanlage siehe: Alt-Biesdorf 22 Baudenkmale siehe: Alt-Biesdorf 26, 29, 55, 59, 60, 63, 71A, Dorfkirche Lötschbergstraße 1 Oberfeldstraße 212 Gartendenkmal siehe: Alt-Biesdorf 55 | 09080393 – Alt-Biesdorf 69, Wohnhaus, um 1910                                                                  |                                     |
| 09080002 | Alt-Biesdorf 6, 8, 18, 22–27B, 29, 30, 54, 55, 56, 58–69, 71A, 73, 75 Beethovenstraße Giesla-Reissenberger-Platz 1–9 Grabensprung 1–4 Heino-Schmieden-Weg 3–12 Lötschbergstraße 1, 8 Oberfeldstraße 1, 212A, 213 (Lage) | Ortskern Biesdorf, Gemeinde- und Gutsbezirk, Dorfanger mit Kirche, Schul- und Küsterhaus, ehem. Kirchhof mit Kriegerdenkmal und Schloss mit Schlosspark Gesamtanlage siehe: Alt-Biesdorf 22 Baudenkmale siehe: Alt-Biesdorf 26, 29, 55, 59, 60, 63, 71A, Dorfkirche Lötschbergstraße 1 Oberfeldstraße 212 Gartendenkmal siehe: Alt-Biesdorf 55 | 09080482 – Alt-Biesdorf 73, Wohnhaus                                                                           |                                     |
| 09080002 | Alt-Biesdorf 6, 8, 18, 22–27B, 29, 30, 54, 55, 56, 58–69, 71A, 73, 75 Beethovenstraße Giesla-Reissenberger-Platz 1–9 Grabensprung 1–4 Heino-Schmieden-Weg 3–12 Lötschbergstraße 1, 8 Oberfeldstraße 1, 212A, 213 (Lage) | Ortskern Biesdorf, Gemeinde- und Gutsbezirk, Dorfanger mit Kirche, Schul- und Küsterhaus, ehem. Kirchhof mit Kriegerdenkmal und Schloss mit Schlosspark Gesamtanlage siehe: Alt-Biesdorf 22 Baudenkmale siehe: Alt-Biesdorf 26, 29, 55, 59, 60, 63, 71A, Dorfkirche Lötschbergstraße 1 Oberfeldstraße 212 Gartendenkmal siehe: Alt-Biesdorf 55 | 09080483 – Alt-Biesdorf 75, Wohnhaus                                                                           |                                     |
| 09080002 | Alt-Biesdorf 6, 8, 18, 22–27B, 29, 30, 54, 55, 56, 58–69, 71A, 73, 75 Beethovenstraße Giesla-Reissenberger-Platz 1–9 Grabensprung 1–4 Heino-Schmieden-Weg 3–12 Lötschbergstraße 1, 8 Oberfeldstraße 1, 212A, 213 (Lage) | Ortskern Biesdorf, Gemeinde- und Gutsbezirk, Dorfanger mit Kirche, Schul- und Küsterhaus, ehem. Kirchhof mit Kriegerdenkmal und Schloss mit Schlosspark Gesamtanlage siehe: Alt-Biesdorf 22 Baudenkmale siehe: Alt-Biesdorf 26, 29, 55, 59, 60, 63, 71A, Dorfkirche Lötschbergstraße 1 Oberfeldstraße 212 Gartendenkmal siehe: Alt-Biesdorf 55 | 09080007 – Grabensprung 1, Stall, um 1890                                                                      |                                     |
| 09080002 | Alt-Biesdorf 6, 8, 18, 22–27B, 29, 30, 54, 55, 56, 58–69, 71A, 73, 75 Beethovenstraße Giesla-Reissenberger-Platz 1–9 Grabensprung 1–4 Heino-Schmieden-Weg 3–12 Lötschbergstraße 1, 8 Oberfeldstraße 1, 212A, 213 (Lage) | Ortskern Biesdorf, Gemeinde- und Gutsbezirk, Dorfanger mit Kirche, Schul- und Küsterhaus, ehem. Kirchhof mit Kriegerdenkmal und Schloss mit Schlosspark Gesamtanlage siehe: Alt-Biesdorf 22 Baudenkmale siehe: Alt-Biesdorf 26, 29, 55, 59, 60, 63, 71A, Dorfkirche Lötschbergstraße 1 Oberfeldstraße 212 Gartendenkmal siehe: Alt-Biesdorf 55 | 09080006 – Grabensprung 2, 4, Scheune, um 1840                                                                 |                                     |

## Denkmalbereiche (Gesamtanlagen)
| Nr.                | Lage | Offizielle Bezeichnung | Beschreibung | Bild |
| ------------------ | --- | --- | --- | --- |
| 09080008           | Alt-Biesdorf 22 Giesla-Reissenberger-Platz 1–9 Heino-Schmieden-Weg 3/7B (Lage)                                     | Gutshof Alt-Biesdorf Bestandteil des Ensembles: Ortskern Biesdorf | Gutshaus, 1880 | |
| 09080008           | Alt-Biesdorf 22 Giesla-Reissenberger-Platz 1–9 Heino-Schmieden-Weg 3/7B (Lage)                                     | Gutshof Alt-Biesdorf Bestandteil des Ensembles: Ortskern Biesdorf | Pferdestall und Speicher, 1888 von W. Liesegang | |
| 09080008           | Alt-Biesdorf 22 Giesla-Reissenberger-Platz 1–9 Heino-Schmieden-Weg 3/7B (Lage)                                     | Gutshof Alt-Biesdorf Bestandteil des Ensembles: Ortskern Biesdorf | Rinderstall, 1902 von Karl Janisch | |
| 09045516           | Biesdorfer Friedhofsweg 10 (Lage)                                                                                  | Städtischer Friedhof | 1898 angelegt, mit Friedhofskapelle | Kapelle auf dem Friedhof Berlin-Biesdorf |
| 09045516           | Biesdorfer Friedhofsweg 10 (Lage)                                                                                  | Städtischer Friedhof | Erbbegräbnisse, südöstlich der Kapelle, um 1910 bis 1920 | |
| 09045516           | Biesdorfer Friedhofsweg 10 (Lage)                                                                                  | Städtischer Friedhof | Erbbegräbnisse, nordöstlich der Kapelle, um 1910 bis 1920 | |
| 09045518           | Brebacher Weg 15 Altentreptower Straße Am Gewerbepark 5 Buckower Ring Landhausring 1–13 Warener Straße 5–30 (Lage) | Heil- und Pflegeanstalt für Epileptische, Wuhlgarten, mit Verwaltungs- und Klinikgebäuden, Direktoren-, Ärzte- und Beamtenwohnhäusern, Haus für jugendliche Epileptiker, Landhäuser der Männer- und Frauenkolonie, Wirtschaftsgebäude, Kesselhaus, Spritzenhaus, Gutshof, Anstaltskirche und Anstaltsfriedhof | 1890–1893 von Hermann Blankenstein (siehe auch Gartendenkmal Freiflächen) Bis um 1995 Wilhelm-Griesinger-Krankenhaus, dann bis 2011 Vivantes Klinikum Hellersdorf, seitdem in großen Teilen zum Unfallkrankenhaus Berlin gehörend. Der Friedhof wurde von 1945 bis um 1990 von der Roten Armee genutzt, dann stillgelegt. | 1890–1893 von Hermann Blankenstein (siehe auch Gartendenkmal Freiflächen) Bis um 1995 Wilhelm-Griesinger-Krankenhaus, dann bis 2011 Vivantes Klinikum Hellersdorf, seitdem in großen Teilen zum Unfallkrankenhaus Berlin gehörend. Der Friedhof wurde von 1945 bis um 1990 von der Roten Armee genutzt, dann stillgelegt. |
| 09045518           | Brebacher Weg 15 Altentreptower Straße Am Gewerbepark 5 Buckower Ring Landhausring 1–13 Warener Straße 5–30 (Lage) | Heil- und Pflegeanstalt für Epileptische, Wuhlgarten, mit Verwaltungs- und Klinikgebäuden, Direktoren-, Ärzte- und Beamtenwohnhäusern, Haus für jugendliche Epileptiker, Landhäuser der Männer- und Frauenkolonie, Wirtschaftsgebäude, Kesselhaus, Spritzenhaus, Gutshof, Anstaltskirche und Anstaltsfriedhof | Krankenhaus | |
| 09045518           | Brebacher Weg 15 Altentreptower Straße Am Gewerbepark 5 Buckower Ring Landhausring 1–13 Warener Straße 5–30 (Lage) | Heil- und Pflegeanstalt für Epileptische, Wuhlgarten, mit Verwaltungs- und Klinikgebäuden, Direktoren-, Ärzte- und Beamtenwohnhäusern, Haus für jugendliche Epileptiker, Landhäuser der Männer- und Frauenkolonie, Wirtschaftsgebäude, Kesselhaus, Spritzenhaus, Gutshof, Anstaltskirche und Anstaltsfriedhof | Augenklinik | |
| 09045518           | Brebacher Weg 15 Altentreptower Straße Am Gewerbepark 5 Buckower Ring Landhausring 1–13 Warener Straße 5–30 (Lage) | Heil- und Pflegeanstalt für Epileptische, Wuhlgarten, mit Verwaltungs- und Klinikgebäuden, Direktoren-, Ärzte- und Beamtenwohnhäusern, Haus für jugendliche Epileptiker, Landhäuser der Männer- und Frauenkolonie, Wirtschaftsgebäude, Kesselhaus, Spritzenhaus, Gutshof, Anstaltskirche und Anstaltsfriedhof | Kirche | |
| 09045518           | Brebacher Weg 15 Altentreptower Straße Am Gewerbepark 5 Buckower Ring Landhausring 1–13 Warener Straße 5–30 (Lage) | Heil- und Pflegeanstalt für Epileptische, Wuhlgarten, mit Verwaltungs- und Klinikgebäuden, Direktoren-, Ärzte- und Beamtenwohnhäusern, Haus für jugendliche Epileptiker, Landhäuser der Männer- und Frauenkolonie, Wirtschaftsgebäude, Kesselhaus, Spritzenhaus, Gutshof, Anstaltskirche und Anstaltsfriedhof | Pförtnerhaus | |
| 09045518           | Brebacher Weg 15 Altentreptower Straße Am Gewerbepark 5 Buckower Ring Landhausring 1–13 Warener Straße 5–30 (Lage) | Heil- und Pflegeanstalt für Epileptische, Wuhlgarten, mit Verwaltungs- und Klinikgebäuden, Direktoren-, Ärzte- und Beamtenwohnhäusern, Haus für jugendliche Epileptiker, Landhäuser der Männer- und Frauenkolonie, Wirtschaftsgebäude, Kesselhaus, Spritzenhaus, Gutshof, Anstaltskirche und Anstaltsfriedhof | Wirtschaftsgebäude | |
| 09045518           | Brebacher Weg 15 Altentreptower Straße Am Gewerbepark 5 Buckower Ring Landhausring 1–13 Warener Straße 5–30 (Lage) | Heil- und Pflegeanstalt für Epileptische, Wuhlgarten, mit Verwaltungs- und Klinikgebäuden, Direktoren-, Ärzte- und Beamtenwohnhäusern, Haus für jugendliche Epileptiker, Landhäuser der Männer- und Frauenkolonie, Wirtschaftsgebäude, Kesselhaus, Spritzenhaus, Gutshof, Anstaltskirche und Anstaltsfriedhof | Landhaus | |
| 09045518           | Brebacher Weg 15 Altentreptower Straße Am Gewerbepark 5 Buckower Ring Landhausring 1–13 Warener Straße 5–30 (Lage) | Heil- und Pflegeanstalt für Epileptische, Wuhlgarten, mit Verwaltungs- und Klinikgebäuden, Direktoren-, Ärzte- und Beamtenwohnhäusern, Haus für jugendliche Epileptiker, Landhäuser der Männer- und Frauenkolonie, Wirtschaftsgebäude, Kesselhaus, Spritzenhaus, Gutshof, Anstaltskirche und Anstaltsfriedhof | Beamtenwohnhaus | |
| 09045518           | Brebacher Weg 15 Altentreptower Straße Am Gewerbepark 5 Buckower Ring Landhausring 1–13 Warener Straße 5–30 (Lage) | Heil- und Pflegeanstalt für Epileptische, Wuhlgarten, mit Verwaltungs- und Klinikgebäuden, Direktoren-, Ärzte- und Beamtenwohnhäusern, Haus für jugendliche Epileptiker, Landhäuser der Männer- und Frauenkolonie, Wirtschaftsgebäude, Kesselhaus, Spritzenhaus, Gutshof, Anstaltskirche und Anstaltsfriedhof | Direktorenwohnhaus | |
| 09045518           | Brebacher Weg 15 Altentreptower Straße Am Gewerbepark 5 Buckower Ring Landhausring 1–13 Warener Straße 5–30 (Lage) | Heil- und Pflegeanstalt für Epileptische, Wuhlgarten, mit Verwaltungs- und Klinikgebäuden, Direktoren-, Ärzte- und Beamtenwohnhäusern, Haus für jugendliche Epileptiker, Landhäuser der Männer- und Frauenkolonie, Wirtschaftsgebäude, Kesselhaus, Spritzenhaus, Gutshof, Anstaltskirche und Anstaltsfriedhof | Kesselhaus | |
| 09045518           | Brebacher Weg 15 Altentreptower Straße Am Gewerbepark 5 Buckower Ring Landhausring 1–13 Warener Straße 5–30 (Lage) | Heil- und Pflegeanstalt für Epileptische, Wuhlgarten, mit Verwaltungs- und Klinikgebäuden, Direktoren-, Ärzte- und Beamtenwohnhäusern, Haus für jugendliche Epileptiker, Landhäuser der Männer- und Frauenkolonie, Wirtschaftsgebäude, Kesselhaus, Spritzenhaus, Gutshof, Anstaltskirche und Anstaltsfriedhof | Maschinenhaus | |
| 09045519           | Fortunaallee 13–27 (Lage)                                                                                          | Altersheim St. Josef | 1914–1917 von Wilhelm Bauer und Carl Kühn | |
| 09045519           | Fortunaallee 13–27 (Lage)                                                                                          | Altersheim St. Josef | Freifläche und Einfriedung | |
| 09020100 (12/2023) | U-Bahnlinie E (heute U5) Beruner Straße (Lage) Köpenicker Straße (Lage)                                            | U-Bahnhöfe Biesdorf-Süd & Elsterwerdaer Platz Für weitere Bestandteile des Gesamtdenkmals siehe: Kaulsdorf & Hellersdorf | U-Bahnhof Biesdorf-Süd, 1985–1989 von Roland Korn | |
| 09020100 (12/2023) | U-Bahnlinie E (heute U5) Beruner Straße (Lage) Köpenicker Straße (Lage)                                            | U-Bahnhöfe Biesdorf-Süd & Elsterwerdaer Platz Für weitere Bestandteile des Gesamtdenkmals siehe: Kaulsdorf & Hellersdorf | Unterführung | |
| 09020100 (12/2023) | U-Bahnlinie E (heute U5) Beruner Straße (Lage) Köpenicker Straße (Lage)                                            | U-Bahnhöfe Biesdorf-Süd & Elsterwerdaer Platz Für weitere Bestandteile des Gesamtdenkmals siehe: Kaulsdorf & Hellersdorf | U-Bahnhof Elsterwerdaer Platz, 1985–1989 von Roland Korn | |
| 09020100 (12/2023) | U-Bahnlinie E (heute U5) Beruner Straße (Lage) Köpenicker Straße (Lage)                                            | U-Bahnhöfe Biesdorf-Süd & Elsterwerdaer Platz Für weitere Bestandteile des Gesamtdenkmals siehe: Kaulsdorf & Hellersdorf | Treppenhaus | |

## Baudenkmale
| Nr.      | Lage                             | Offizielle Bezeichnung                                            | Beschreibung                                                                                           | Bild            |
| -------- | -------------------------------- | ----------------------------------------------------------------- | --- | --------------- |
| 09080022 | Alt-Biesdorf (Lage)              | Dorfkirche Bestandteil des Ensembles: Ortskern Biesdorf           | Kirche, 13. Jh.; Umbau 1897–1898 von Ludwig Tiedemann, Wiederherstellung nach Kriegsschäden, 1950–1951 |                 |
| 09080022 | Alt-Biesdorf (Lage)              | Dorfkirche Bestandteil des Ensembles: Ortskern Biesdorf           | ehemaliger Friedhof                                                                                    |                 |
| 09080014 | Alt-Biesdorf 26 (Lage)           | Bauernhaus Bestandteil des Ensembles: Ortskern Biesdorf           | um 1860                                                                                                |                 |
| 09080015 | Alt-Biesdorf 29 (Lage)           | Landarbeiterwohnhaus Bestandteil des Ensembles: Ortskern Biesdorf | um 1860                                                                                                | Alt-Biesdorf 29 |
| 09080019 | Alt-Biesdorf 55 (Lage)           | Schloss Biesdorf Bestandteil des Ensembles: Ortskern Biesdorf     | 1867–1868 von Gropius & Schmieden (siehe auch Gartendenkmal Schlosspark Biesdorf)                      |                 |
| 09080021 | Alt-Biesdorf 59 (Lage)           | Pfarrhaus Bestandteil des Ensembles: Ortskern Biesdorf            | 1847                                                                                                   |                 |
| 09080021 | Alt-Biesdorf 59 (Lage)           | Pfarrhaus Bestandteil des Ensembles: Ortskern Biesdorf            | ehem. Stall, 1886–1889 und Einfriedung                                                                 |                 |
| 09080023 | Alt-Biesdorf 60 (Lage)           | Heesesches Bauerngut Bestandteil des Ensembles: Ortskern Biesdorf | um 1850                                                                                                |                 |
| 09080023 | Alt-Biesdorf 60 (Lage)           | Heesesches Bauerngut Bestandteil des Ensembles: Ortskern Biesdorf | Heuscheune und Schnitterkaserne (Schafstall)                                                           |                 |
| 09080026 | Alt-Biesdorf 63 (Lage)           | Schulhaus Bestandteil des Ensembles: Ortskern Biesdorf            | 1842 von Butzke, Erweiterung zum Küsterhaus, um 1870                                                   |                 |
| 09080028 | Alt-Biesdorf 71A (Lage)          | Kossätenhaus Bestandteil des Ensembles: Ortskern Biesdorf         | 1750–1760                                                                                              |                 |
| 09045515 | Alfelder Straße 125 (Lage)       | Wohnhaus                                                          | um 1910                                                                                                |                 |
| 09045520 | Köpenicker Straße 207/209 (Lage) | Wohnhaus mit Einfriedung                                          | um 1900                                                                                                |                 |
| 09045858 | Lindenstraße 18 (Lage)           | Stallgebäude des Fuhrunternehmers Friedrich Mörsel                | 1910 von Carl Kliemand                                                                                 |                 |
| 09080004 | Lötschbergstraße 1 (Lage)        | Wohnhaus Bestandteil des Ensembles: Ortskern Biesdorf             | um 1880                                                                                                |                 |
| 09045521 | Oberfeldstraße 28 (Lage)         | Wohnhaus mit Einfriedung                                          | um 1905                                                                                                |                 |
| 09045522 | Oberfeldstraße 45 (Lage)         | Wohnhaus mit Einfriedung                                          | um 1910                                                                                                |                 |
| 09080024 | Oberfeldstraße 212 (Lage)        | Büdnerhaus Bestandteil des Ensembles: Ortskern Biesdorf           | um 1850                                                                                                |                 |
| 09045523 | Otto-Nagel-Straße 4–6 (Lage)     | Wohnhaus Otto Nagel, mit Zaun                                     | um 1930, Umbau 1930                                                                                    |                 |

## Gartendenkmal
| Nr.      | Lage | Offizielle Bezeichnung                                                                           | Beschreibung | Bild                                                                     |
| -------- | --- | ------------------------------------------------------------------------------------------------ | --- | ------------------------------------------------------------------------ |
| 09046050 | Alt-Biesdorf 55 (Lage)                                                                                             | Schlosspark Biesdorf Bestandteil des Ensembles: Ortskern Biesdorf                                | Villengarten, angelegt 1868; 1891 von Albert Brodersen neu gestaltet; 1946 weitere Neugestaltungen, 1984 Wiederherstellung nach den Brodersenschen Plänen (siehe auch Baudenkmal Schloss Biesdorf) |                                                                          |
| 09046051 | Brebacher Weg 15 Altentreptower Straße Am Gewerbepark 5 Buckower Ring Landhausring 1–13 Warener Straße 5–30 (Lage) | Freiflächen der ehem. Heil- und Pflegeanstalt für Epileptische, Wuhlgarten, mit Anstaltsfriedhof | ab 1893, Wiederherstellung seit 1990 (siehe auch Gesamtanlage Heil- und Pflegeanstalt für Epileptische)                                                                                            | Ein Teil der Freiflächen, der die Hauptallee durch das Gelände darstellt |
| 09046051 | Brebacher Weg 15 Altentreptower Straße Am Gewerbepark 5 Buckower Ring Landhausring 1–13 Warener Straße 5–30 (Lage) | Freiflächen der ehem. Heil- und Pflegeanstalt für Epileptische, Wuhlgarten, mit Anstaltsfriedhof | der eh. Anstaltsfriedhof liegt inzwischen weit außerhalb, am Buckower Ring |                                                                          |

## Bodendenkmal
| Nr.      | Lage                                                                                                | Offizielle Bezeichnung | Beschreibung | Bild |
| -------- | --------------------------------------------------------------------------------------------------- | --- | ------------ | ---- |
| 09010025 | Wuhlegrünzug zwischen Pollnower Weg und Wuhletal Teilbereich östlich des Regenauffangbeckens (Lage) | Teilfläche eines Siedlungsbereiches mit nachgewiesener Belegung im Mesolithikum, in der Bronzezeit, vorrömischen Eisenzeit und römischen Kaiserzeit |              |      |

## Ehemalige Denkmale
| Nr.       | Lage                  | Offizielle Bezeichnung (Stand der Denkmalliste bei Entfernung)                        | Beschreibung                              | Bild |
| --------- | --------------------- | ------------------------------------------------------------------------------------- | ----------------------------------------- | ---- |
| 09080005  | Alt-Biesdorf 9 (Lage) | Scheune bis 30. November 2011 Ehemaliger Bestandteil des Ensembles: Ortskern Biesdorf | um 1800                                   |      |
| unbekannt | Alt-Biesdorf 41       | Wohnhaus mit Wirtschaftsgebäuden                                                      | um 1880; vor 2000 abgerissen für Baumarkt |      |